# Верховятский Екатерининский монастырь
Верховя́тский Екатери́нинский монасты́рь (Преображе́нский монасты́рь, Екатери́нинская пу́стынь) — мужской монастырь, действовавший в Вятской земле в 1582—1764 годах. Располагался в верхнем течении Вятки, на её правом берегу, близ современного города Кирса.
Монастырь был основан в 1582 году, в годы деятельности преподобного Трифона Вятского, иеромонахом Павлом. В 1595 году монастырю царём Фёдором, сыном Ивана Грозного, по верхнему течению Вятки и по реке Белой были отведены земли с бобровыми гонами, сенными покосами, пашенными местами, с солёной водой и железной рудой, сначала в безоброчное владение, а несколько позднее и за оброк. В 1615 году в монастырской вотчине насчитывалось 13 крестьянских дворов (в 3 починках), в 1662 — 59, в 1678 — 45, в 1710 - 51 (в 9 деревнях), а в 1722 — 159 (с 659 душами мужского пола). Территория Красноглинской волости вотчины монастыря примерно совпадала с современным Омутнинским районом Кировской области.
В XVII веке монастырём была начата выделка железа из местных руд под руководством приглашённого специалиста-практика. Несколько позднее (около 1698 года) на монастырских землях на берегу реки Чудовки хлыновским купцом Тряпицыным была устроена доменная печь для плавки чугуна, но в 1720-х годах производство было заброшено.
Перепись 1710 года сообщает, что в монастыре имелось две церкви: Преображения (с приделом великомученицы Екатерины) и преподобного Димитрия Прилуцкого. Проживали в монастыре игумен Парфений и семь монахов. Согласно переписи, на землях монастыря располагались следующие населённые пункты:
- Деревни Верховской
- Починок на Слутке
- Починок что словет Старое раменье
- Починок Пещёрской
- Погост вновь вверх Вятки реки Красноглинской а на погосте церковь во имя Николая Чюдотворца
- Починок вновь Белозерской
- Починок Лучиновской
- Починок вниз речки Боровки
- Починок Дубровы
- Починок Горевской

В 1725 году монастырь вместе с земельными владениями был приписан к Слободскому монастырю, а с 1764 года совсем упразднён. В 1729 году часть земель монастыря была отведена под Кирсинский чугунный завод. Через монастырь в XVII и XVIII веках проходила большая дорога из Москвы в Сибирь, а на юг, по правому берегу реки Белой, пролегла дорога до реки Чепцы. Одновременно с упразднением монастыря было образовано село Екатерининское (Екатерина).
Екатерининская пустынь, как и другие вятские окраинные монастыри, сыграли важную роль в освоении и заселении новых земель.